# Plakat u prvoj polovici 20. stoljeća
Plakat se kao medij i prenositelj poruka javlja u Europi na prijelazu iz 18. u 19. stoljeće, a isti se trend nastavlja i u Hrvatskoj. To je vrijeme kada moderni avangardni pravci ulaze „na velika vrata“ na ulicu upravo kroz plakate i takvim postupkom postaju svakodnevica građanstva. 

## Pojava plakata
Razvoj plakata može se smatrati posljedicom industrijske revolucije koja je zahvatila Europu 19. stoljeća. Proces proizvodnje „na traci“ prate porast te migracija stanovništva iz sela u gradove zbog novih interesa. Tako se stvaraju veliki gradovi, a društvo se preobražava u svim aspektima svog djelovanja. Izgradnjom nove prometne infrastrukture i napretkom medicine povećava se životni standard. U takvom preobraženom gospodarskom stanju vlada kapitalizam i javlja se pojam kapitalističke konkurencije, kao i potreba za reklamom – plasmanom proizvoda i usluga.

## Grafičke tehnike
Plakate je trebalo tiskati u većem broju primjeraka, a tehnika litografije odgovarala je zahtjevima za brzo i jeftino tiskanje mnogo otisaka istog plakata. Ista tehnika utječe i na sam izgled plakata – velike površine iste boje, linearnost i stilizacija jednim su dijelom posljedica mogućnosti medija u kojem su otisnute. Litografski plakati imaju primat sve do pojave ofsetnog tiska, kojim se proces tiskanja plakata još više ubrzava i pojeftinjuje. Litografija je grafička tehnika koja spada u plošni tisak. Naime, grafičke tehnike dijele se na visoki tisak, u koji spadaju drvorez i linorez, plošni tisak (litografija) te duboki tisak (bakrorez, bakropis). Najjednostavniji opis procesa izrade litografije može se svesti na rečenicu da se "na kamenu pomoću voska dobivaju slova i različiti ukrasi izjedanjem kiselinom.“ Tehnika nastaje krajem 18. stoljeća, a 1833. pojavljuje se i litografija u boji – kromolitografija, omogućavajući tako vjerni prikaz odnosno reprodukciju slika, predloške u bojama, tapete i sl. Litografija je postala idealan medij za plakate, pošto su oglašivači na plakatima mogli prikazati slike svojih proizvoda jakim bojama, pomoću kojih se plakat bolje isticao na zidu.

## Dizajn plakata
Dizajn plakata, tj. sam plakat, može biti umjetničko djelo, ali se od slika i ostalih umjetničkih dijela razlikuje po tome što autor (umjetnik) plakata radi plakat prvenstveno u svrhu komuniciranja, a ne zbog samoizražavanja, što je karakteristika umjetničkih djela. On to ne čini da bi „oslobodio vlastite emocije ili umirio vlastitu estetsku savjest“ već zbog utilitarnosti plakata. Autor dobiva gotov predmet, ali ponekad ima slobodu interpretacije i obrade danog zadatka. Tako djelotvoran plakat, koji jasno i na kvalitetan način prenosi svoju poruku, ostaje umjetničkim djelom i dugo vremena nakon što je prestala njegova prvobitna namjena (prijenos određene poruke).

## Plakat u Hrvatskoj

### Opće stanje u Hrvatskoj
Odjeci europskih zbivanja oko teme plakata krajem 19. stoljeća dolaze do Hrvatske, jer se gospodarske, društvene i političke promjene koje su zahvatile Europu – događaju i u Hrvatskoj. Te promjene stvaraju plodnu podlogu za začetak masovnog tržišta – nove potrošače, kojima se kao novi medij obraća plakat, nastao zbog novih tehnoloških dostignuća (litografija). Autori prvih hrvatskih plakata bili su slikari, odnosno „čisti umjetnici“ koji su se ohrabrili baviti plakatom, poput autora u ostatku Europe. Prvi slikom ilustrirani plakati kod nas bili su namijenjeni reklamiranju izložbi i proizvoda. 

### Plakati za izložbe
Hrvatska je postupno ulazila u proces industrijalizacije i većina se stanovništva krajem 19. stoljeća bavila poljoprivredom, dok se početkom 20. stoljeća situacija mijenja u korist industrijalizacije. Otvaraju se novi tvornički pogoni, Zagreb postaje pravo središte takve nove „struje“ i pritoka stanovništva, otvaraju se nova poduzeća. Preobrazbu društva prati i tematika plakata. Tako prvi plakati, u skladu s tadašnjim zanimanjem javnosti, obavještavaju o gospodarskim i sličnim manifestacijama i izložbama. Takvi plakati bili su preteča plakatima za izložbu Zagrebačkog zbora. Tu izložbu organiziralo je od početka 20. stoljeća istoimeno društvo, u svrhu promicanja radova obrtnika i tvorničara. Prvi plakat za manifestaciju Zagrebačkog zbora bio je onaj za izložbu održanu 1910. godine, s figurom glasnika koji bubnjem najavljuje sajam u prvom planu i s panoramom grada Zagreba u pozadini. Naglašeni su nacionalni simboli: panoramu Zagreba, hrvatski grb i hrvatsku trobojnicu koja gotovo da uokviruje cijeli prizor. Vizurom grada Zagreba kao motiva za oglašavanje Zagrebačkog zbora, inspirirao se i, ali na drugačiji način, umjetnik Ljubo Babić radeći 1927. plakat za božićno izdanje zbora. Uz prikaz grada, na plakatu se nalazi i stilizirana figura starorimskog boga trgovine i putnika – Merkura, s pripadajućim mu atributima. Deset godina kasnije, još jedan važni grafički umjetnik, Sergije Glumac, radi plakat za XIII. Salon automobila koji se održavao u sklopu Zagrebačkog zbora. Njegov pristup u oblikovanju različit je zbog upotrebe minimalizma i plošnosti elemenata, što, uvidjet ćemo u brojnim kasnijim primjerima, ne znači uvijek i minimalnu funkcionalnost, već gotovo i suprotno. Umjetničke izložbe u prvoj su polovici dvadesetog stoljeća također imale svoje reprezentativne plakate. Ivan Meštrović radi plakat za izložbu koju je održao 1910. godine u Zagrebu zajedno s Miroslavom Račkim. U tom je kontekstu važno spomenuti i plakate za Proljetni salon, izložbe tada nove generacije likovnih umjetnika – Uzelac, Varlaj, Gecan, Trepše te čitava niza ostalih autora, stilski orijentiranih prema zapadnoj Europi, poput onog Tomislava Krizmana i Jerolima Miše.

### Reklamni plakati
Reklamni plakati za gotove industrijske proizvode pokazuju kako su proizvodne grane bile dosta razvijene te su takvim pristupom informacije o proizvodu dolazile do (potencijalnih) potrošača. Reklamirali su se proizvodi prehrambene industrije, tekstil i kemijska industrija (sredstva za pranje rublja, higijena). Predmet koji se reklamira bio je dominantan, središnji i(li) zauzima najveći dio plakata. Ako već glavni motiv nije sam proizvod, on je ponuđen posredno preko nekog drugog lika – a najčešće je to ženski lik. Mlada i lijepa žena – ovisno o tome što prodaje – demonstrira odjeću, kozmetiku, pije piće ili poziva na neku manifestaciju. Primjere takvog oblikovanja nalazimo u mnogobrojnim plakatima iz prve polovice dvadesetog stoljeća, kao što su onaj Mencija Clementa Crnčića za Zagrebačku dioničku pivovaru ili Tomislava Krizmana za liker „Stari graničar“, oba nastala oko 1910.

### Stilske značajke
Kao i kod ostalih vrsta umjetnosti, i kod plakata se također može govoriti o tome da stil, odnosno način oblikovanja uvelike korespondira s vremenom u kojem nastaje. Kroz vrijeme se može pratiti stilski razvoj plakata, a ujedno se plakat može, ovisno o stilu, smjestiti u određeno vrijeme. Prvi plakati, nastali krajem 19. stoljeća, nisu sadržavali slike već samo crne tipografske elemente na svijetloj podlozi i bili su vrlo slični tadašnjim novinskim oglasima. Osim po sadržaju, razlikovali su se po različitim vrstama pisma i po okvirima koji su obrubljivali tekst. Pojavom secesije mijenja se i oblikovanje plakata. Taj umjetnički pokret, koji najavljuje novu estetiku „prožimanja poetskog i dekorativnog, stiliziranog i maštovitog upravo je kroz oblikovanje plakata našao nepresušne mogućnosti izražavanja“. Plakati postaju vrlo dekorativni, s ornamentalno isprepletenim linijama, figurama i slovima. Takvi plakati su plošni, često s krivuljama, valovitim i temperamentnim linijama čiji se elementi spajaju u jedinstvenu cjelinu. Najraniji sačuvani potpisani plakat jest onaj Bele Csikosa Sesije za časopis Mladost iz 1898. godine i na njemu su prepoznatljivi secesijski elementi. Plakat Roberta Auera za II. Izložbu Društva hrvatskih umjetnika iz 1900. godine smatra se jednim od najljepših secesijskih plakata.
Osim u Zagrebu, umjetnički krugovi tada su bili aktivni i u ostalim gradovima, poput Osijeka ili Splita. U Splitu djeluje grupa „Medulić“ koja osim uobičajenih secesijskih elemenata pronalazi inspiraciju u narodnim epovima te oblikuje mitološke junake na monumentalan način. Primjer je takvog plakata onaj Mirka Račkog za izložbu Medulićevaca iz 1910. godine. 
Vrlo važno ime našeg plakata bio je Tomislav Krizman. Taj grafičar, slikar i scenograf školovao se kod ranije spomenutih R. Auera, B. Csikosa-Sesije, M. Cl. Crnčića, a studirao je grafiku u Beču i usavršavao se u Münchenu i Parizu. Jedan od općenito najvažnijih plakata hrvatske umjetnosti kao i Krizmanovo najpoznatije djelo plakat je za Maryu Delvard, pjevačicu u kabaretima Beča i Münchena. Krizman je portretira kao utjelovljenje tadašnje „femme fatale“ s aurom mističnosti oko svojega lika. Radio je i plakat za koncert Tkalčić-Gruss. Ovdje primjenjuje više secesijskih elemenata, poput simbolike detalja, stiliziranih ornamentalnih elemenata na ženskom liku, plošnog oblikovanja i općenite dekorativnosti plakata.
U tom razdoblju djeluje također slikar i grafičar Ljubo Babić koji se školuje se u Obrtnoj školi u Zagrebu, a potom u minhenskoj Akademiji. Babić se u svojim plakatima poigrava s više stilova i radi u više stilskih faza. Kronološki prva „secesijska“ je faza gdje radi, primjerice, plakat za izložbu Hrvatskog društva umjetnosti 1908. godine. Izrazita plošnost i dekorativni oblici kao obrub plakata utjecaji su njegova učitelja – Bele Csikosa Sesije. Ekspresionističke tendencije vide se na realizaciji plakata za naslovnice časopisa „Plamen“ u kojem je vidljiva razigranost i dinamičnost plamena koji zauzima veći dio kompozicije, zajedno s crvenom bojom koja dominira plakatom. Kasnije prelazi na plakate koji nisu slikovni (nemaju figuracije ni literarnosti), već sadrže samo tipografske elemente, koji variraju veličinom i kompozicijskim rasporedima.

### Novi umjetnički pravci i plakati
U europskim dvadesetim godinama 20. stoljeća, avangardni postupci posredstvom plakata kao masovnog medija, iz umjetnosti prelaze u domenu popularne kulture. Primjerice u Francuskoj, gdje vodeći grafički dizajneri uvode na svoje plakate elemente iz domene kubizma, futurizma, purizma, De Stijla i konstruktivizma, koji preplavljuju ulice i tako dolaze do „širokih masa“. Napuštaju se narativni plakati koji obiluju dekoracijom i ornamentima i počinju se uporabljati geometrijska stilizacija i plošne kompozicije. Slična stremljenja događaju se i u Hrvatskoj, a nastavljaju se u trećem i četvrtom desetljeću 20. stoljeća.  Tako primjerice uočavamo geometrizaciju i konstruktivizam u plakatu Josipa Seissela „Pomozite studentima“ iz 1924. godine.

### Zavod Imago
Što se tiče reklamnih plakata, najupečatljiviji i najznačajniji autori dvadesetih godina bili su oni zavoda „Imago“. Tim zavodom za znanstveno proučavanje reklame i umjetničku produkciju dolazi do prekretnice u povijesti vizualnih komunikacija u Hrvatskoj – primijenjena grafika postaje grafički dizajn. Zavod je djelovao 1928. i 1929. godine u Zagrebu. Osnivačem se smatra Miroslav Feller, dok su suradnici bili Sergije Glumac, Anka Krizmanić, Božidar Kocmut i Vladimir Mirosavljević. Stvarali su moderne i funkcionalne reklame. Do spoznaja što potencijalnim kupcima zaista treba, došli su radeći na znanstvenim i praktičnim temeljima o uspješnom reklamnom, ali i tržišnom komuniciranju. Izdavali su i časopis „Reklama“ koji se bavio takvim temama. Najpotpunije sačuvana kampanja zavoda „Imago“ ona je Sergija Glumca za trgovinu odjećom Friedmann koja se sastojala se od plakata iz 1929. godine i novinskih oglasa koji su periodički objavljivani u novinama.

### Atelier TRI
Nakon prestanka djelovanja Zavoda 1929. godine, jedan od protagonista, Vladimir Mirosavljević, s bratom Zvonimirom i Božidarom Kocmutom osniva Atelier TRI. Oni obilježavaju vrijeme sve do početka Drugog svjetskog rata u Jugoslaviji. Njihovi plakati rađeni su za izložbe, pojedine proizvode, priredbe Zagrebačkog zbora, putovanja i sportska natjecanja. Oni su oblikovno  reducirani, s plošnim oblicima, ali sa željom za dočaravanje pokreta što im daje na dinamičkom aspektu djela.

### Razdoblje od 1940. do 1950. godine
Stilovi i namjene plakata se i u ovom razdoblju podudaraju, kao i u prethodnima, s društveno-političkim stanjem. Zbog ratnog perioda od 1941. do 1945., stanje reflektira recentne događaje, kako u Europi, tako i u Hrvatskoj. Naši se plakati tih godina bave uglavnom političkom propagandom, iako je, naravno, bilo i drugih vrsta plakata uz njih. Politička propaganda dovodi nas do pojma „agitacije“ koju Pavičić definira kao poseban oblik propagande i organiziranog političkog utjecaja na mase. Takvim pristupačnim i shvatljivim načinom propagande, plakati potiču na akciju. Dvije su struje i tri glavna organizacijska i promidžbena centra koja vežemo uz agitaciju tih godina – Agitprop, Promičba i Olikprop. Agitprop djeluje tijekom narodnooslobodilačkog rata, Olikprop nastavlja njegovu zadaću nakon rata, dok je na „suprotnoj strani“ postojala Promičba – ustaški ured za propagandu. Prva skupina plakata odlikuje se mobilizacijskim karakterom – pozivaju narod u vojsku i na razne akcije, označavaju važne događaje i godišnjice, informacijskog su karaktera (upozoravaju na bolesti, informiraju o kulturnim događajima). Ustaški plakat se, s druge strane, fokusira na veličanje reda i poretka, propagira se crkva i uloga vojske. Autori većine partizanskih plakata su, primjerice – M. Ostoja, B. Bahorić, V. Kristl, E. Murtić, Z. Prica,  koji su imali veću umjetničku slobodu nego autori ustaških plakata, iako su komisije određivale izgled i sadržaj plakata. 

## Galerija
- Radionica Rudolf Mosinger, Zagrebački jesenski zbor, 1910.
- Ljubo Babić, Zagrebački Božićni zbor, 1927.
- Sergije Glumac, Zagrebački zbor, 1937.
- Ivan Meštrović, Izložba Meštrović-Rački, 1910.
- Tomislav Krizman, Hrvatski proljetni salon - izložba mladih umjentika
- Jerolim Miše, Hrvatski proljetni salon - kolektivna izložba Jerolim Miše, 1916.
- Menci Klement Crnčić, Zagrebačka dionička pivovara, 1910.
- Tomislav Krizman, Liker Stari graničar, oko 1910.
- Bela Csikos Sesija, Mladost, 1898.
- Robert Auer, Plakat za II. izložbu Društva hrvatskih umjetnika, 1900.
- Mirko Rački, Izložba Medulića, 1910.
- Frano Branko Angeli Radovani, Diogenes, 1909.
- Tomislav Krizman, Marya Delvard, 1907.
- Tomislav Krizman, Koncert Tkalčić-Gruss, 1915.
- Josip Seissel, Pomozite studentima, 1924.
- Ljubo Babić, Plamen, 1919.
- Sergije Glumac, Odjeća Friedmann, 1929.
- Pavao Gavranić, Likeri tvornice Pokorny, 1935.
- Atelier TRI, Davis - Cup natjecanje, 1939.
- Edo Murtić, Proslavimo Dan ustanka, 1945.

## Vanjske poveznice
- Plakat kao likovni fenomen, Vijenac 192, srpanj 2001.   Arhivirana inačica izvorne stranice od 23. veljače 2014. (Wayback Machine)
- Muzej moderne i suvremene umjetnosti, Rijeka: Zbirka plakata   Arhivirana inačica izvorne stranice od 19. veljače 2014. (Wayback Machine)
- Muzej suvremene umjetnosti, Zagreb: Zbirka crteža, grafika, plakata i radova na papiru
- Nacionalna i sveučilišna knjižnica u Zagrebu: Grafička zbirka  Arhivirana inačica izvorne stranice od 24. veljače 2014. (Wayback Machine)
- Pavao Gavranić Hrvatska tehnička enciklopedija, portal hrvatske tehničke baštine. LZMK